# 郪江崖墓群
郪江崖墓群位於四川省三台縣郪江鄉，文物遺址年代判定為漢。1991年4月16日公佈為四川省第三批文物保護單位。1996年11月20日列為第四批全國重點文物保護單位。